# Qualificazioni al campionato europeo maschile di calcio 2020 - Gruppo G

## Classifica
| Squadra            | Pt | G  | V | P | S | GF | GS | DR  |
| ------------------ | -- | -- | - | - | - | -- | -- | --- |
| Polonia            | 25 | 10 | 8 | 1 | 1 | 18 | 5  | +13 |
| Austria            | 19 | 10 | 6 | 1 | 3 | 19 | 9  | +10 |
| Macedonia del Nord | 14 | 10 | 4 | 2 | 4 | 12 | 13 | -1  |
| Slovenia           | 14 | 10 | 4 | 2 | 4 | 16 | 11 | +5  |
| Israele            | 11 | 10 | 3 | 2 | 5 | 16 | 18 | -2  |
| Lettonia           | 3  | 10 | 1 | 0 | 9 | 3  | 28 | -25 |

## Risultati

### Prima giornata
| Arbitro: | Sidīropoulos |

|  |           |            |
|  | Marcatori | 69’ Piątek |

| Arbitro: | Özkahya |

|                              |           |                     |
| Alioski 11’ Elmas 29’, 90+3’ | Marcatori | 87’ (aut.) Velkoski |

| Arbitro: | Martins |

|            |           |            |
| Zahavi 55’ | Marcatori | 48’ Šporar |

### Seconda giornata
| Arbitro: | Aranovs'kyj |

|                                 |           |                    |
| Zahavi 34’, 45’, 55’ Dabour 66’ | Marcatori | 8’, 75’ Arnautović |

| Arbitro: | Ağayev |

|                          |           |  |
| Lewandowski 76’ Glik 84’ | Marcatori |  |

| Arbitro: | Estrada Fernández |

|          |           |            |
| Zajc 34’ | Marcatori | 47’ Bardhi |

### Terza giornata
| Arbitro: | Kul'bakoŭ |

|                 |           |  |
| Burgstaller 74’ | Marcatori |  |

| Arbitro: | Rocchi |

|  |           |            |
|  | Marcatori | 47’ Piątek |

| Arbitro: | Ivanov |

|  |           |                      |
|  | Marcatori | 10’, 60’, 81’ Zahavi |

### Quarta giornata
| Arbitro: | Es'kov |

|                        |           |                                                           |
| Hinteregger 18’ (aut.) | Marcatori | 39’ Lazaro 62’ (rig.), 82’ Arnautović 86’ (aut.) Bejtulai |

| Arbitro: | Clancy |

|  |           |                                                  |
|  | Marcatori | 24’, 27’ Črnigoj 29’ (rig.), 44’ Iličić 47’ Zajc |

| Arbitro: | Stieler |

|                                                            |           |  |
| Piątek 35’ Lewandowski 56’ (rig.) Grosicki 59’ Kądzior 84’ | Marcatori |  |

### Quinta giornata
| Arbitro: | Ekberg |

|            |           |           |
| Zahavi 55’ | Marcatori | 64’ Ademi |

| Arbitro: | Hennessy |

|                                                                                        |           |  |
| Arnautović 7’, 53’ (rig.) Sabitzer 13’ Šteinbors 76’ (aut.) Laimer 80’ Gregoritsch 85’ | Marcatori |  |

| Arbitro: | Karasëv |

|                       |           |  |
| Struna 35’ Šporar 65’ | Marcatori |  |

### Sesta giornata
| Arbitro: | Eskås |

|  |           |                       |
|  | Marcatori | 14’ Pandev 17’ Bardhi |

| Varsavia 9 settembre 2019, ore 20:45 CEST | Polonia | 0 – 0 referto | Austria | Stadio nazionale (56 788 spett.)\| Arbitro: \| Kassai \| |
| Arbitro:                                  | Kassai  |               |         |                                                          |

| Arbitro: | Taylor |

|                            |           |                       |
| Verbič 43’, 90’ Bezjak 66’ | Marcatori | 50’ Natkho 63’ Zahavi |

### Settima giornata
| Arbitro: | Collum |

|                                         |           |            |
| Lazaro 41’ Hinteregger 56’ Sabitzer 88’ | Marcatori | 34’ Zahavi |

| Arbitro: | Makkelie |

|                |           |                     |
| Elmas 50’, 68’ | Marcatori | 90+5’ (rig.) Iličić |

| Arbitro: | Özkahya |

|  |           |                          |
|  | Marcatori | 9’, 13’, 76’ Lewandowski |

### Ottava giornata
| Arbitro: | Mateu Lahoz |

|                          |           |  |
| Frankowski 74’ Milik 80’ | Marcatori |  |

| Arbitro: | Çakır |

|  |           |           |
|  | Marcatori | 21’ Posch |

| Arbitro: | Hunter |

|                            |           |            |
| Dabour 16’, 42’ Zahavi 26’ | Marcatori | 40’ Kamešs |

### Nona giornata
| Arbitro: | Petrescu |

|                     |           |  |
| Tarasovs 53’ (aut.) | Marcatori |  |

| Arbitro: | Oliver |

|                     |           |                   |
| Alaba 7’ Lainer 48’ | Marcatori | 90+3’ Stojanovski |

| Arbitro: | Gestranius |

|            |           |                          |
| Dabour 88’ | Marcatori | 4’ Krychowiak 54’ Piątek |

### Decima giornata
| Arbitro: | Valeri |

|               |           |  |
| Nikolov 45+2’ | Marcatori |  |

| Arbitro: | Hernández Hernández |

|         |           |  |
| Ošs 65’ | Marcatori |  |

| Arbitro: | Siebert |

|                                           |           |                       |
| Szymański 3’ Lewandowski 54’ Góralski 81’ | Marcatori | 14’ Matavž 61’ Iličić |

## Classifica marcatori
11 reti
- Eran Zahavi

6 reti
- Marko Arnautović (2 rigori)

- Robert Lewandowski (1 rigore)

4 reti
- Moanes Dabour
- Eljif Elmas

- Krzysztof Piątek

- Josip Iličić (2 rigori)

2 reti
- Valentino Lazaro
- Marcel Sabitzer
- Enis Bardhi

- Domen Črnigoj
- Andraž Šporar
- Benjamin Verbič

- Miha Zajc

1 rete
- David Alaba
- Guido Burgstaller
- Michael Gregoritsch
- Martin Hinteregger
- Konrad Laimer
- Stefan Lainer
- Stefan Posch
- Bibras Natkho
- Vladimirs Kamešs

- Mārcis Ošs
- Arijan Ademi
- Ezgjan Alioski
- Boban Nikolov
- Goran Pandev
- Vlatko Stojanovski
- Przemysław Frankowski
- Kamil Glik
- Jacek Góralski

- Kamil Grosicki
- Damian Kądzior
- Grzegorz Krychowiak
- Arkadiusz Milik
- Sebastian Szymański
- Roman Bezjak
- Tim Matavž
- Aljaž Struna

1 autogol
- Martin Hinteregger (pro Macedonia del Nord)
- Pāvels Šteinbors (pro Austria)

- Igors Tarasovs (pro Slovenia)
- Egzon Bejtulai (pro Austria)

- Darko Velkoski (pro Lettonia)